# Sharbithat
Sharbithat  (شربيتات in arabo), è una città costiera nella regione del Dhofar nell'Oman. La città si trova a circa 430 km da Salalah, nel sud del sultanato.
Sharbithat più che altro è un villaggio di pescatori, contando circa 300 abitanti che spediscono il pescato a Dubai o a Salalah, dove viene lavorato ed esportato.